# Хьоджон (ван Чосону)
Хьоджон (кор. 효종, 孝宗, Hyojong, Hyojong); ім'я при народженні Лі Хо (кор. 이호, 李淏, Yi Ho, Yi Ho; 3 липня 1619 — 23 червня 1659) — корейський правитель, сімнадцятий володар держави Чосон.
Посмертні титули — Чондок-теван .